# Buschtaube
Die Buschtaube (Phaps elegans), wegen ihrer Ähnlichkeit mit der Bronzeflügeltaube auch Kleine Bronzeflügeltaube, manchmal auch Zierliche Bronzeflügeltaube, genannt, ist eine Art aus der Gattung der Bronzeflügeltauben (Phaps) innerhalb der Familie der Tauben (Columbidae). Ihr Vorkommen ist wie bei allen Bronzeflügeltauben auf Australien und Tasmanien begrenzt. 

## Erscheinungsbild
Die Buschtaube erreicht eine Körperlänge von 28 Zentimetern. Sie ist damit deutlich kleiner als die Bronzeflügeltaube, die eine Körperlänge zwischen 33 und 35 Zentimeter erreicht. Im Vergleich zu dieser hat die Buschtaube auch einen kürzeren Schwanz und kürzere Flügel. In der Gefiederfärbung ähneln die beiden Arten sich jedoch. Ein Geschlechtsdimorphismus besteht nur in sehr geringem Maße. Die Weibchen sind lediglich etwas matter als die Männchen gefärbt.
Buschtauben haben eine rötlich gelbe Stirn. Die Färbung ist damit etwas intensiver als bei der Bronzeflügeltaube. Wie bei dieser verläuft jedoch von der Schnabelbasis über das Auge ein dunkler Farbstreif, der erst im Nacken endet. Der Nacken ist grau. Der Hinterhals ist rotbraun. Die Kehle ist dunkel rotbraun. Der Mantel, der Rücken sowie die Flügel sind bräunlich. Die äußeren Flügeldecken haben dabei einen metallischen Schimmer. Die Brust und der Bauch sind hellgrau. Der Schnabel ist rötlich-schwarz. Die Füße und Beine sind rötlich.

## Verbreitungsgebiet und Verhalten
Die Buschtaube kommt auf Tasmanien sowie im Südwesten und im Südosten Australiens vor. Sie bewohnt offenes Heideland, besiedelt aber auch sumpfige Gelände und Küstengebiete. In Teilbereichen überlappt sich das Verbreitungsgebiet mit dem der Bronzeflügeltaube. Anders als diese Art präferiert die Buschtaube jedoch feuchtere Lebensräume und ist insgesamt stärker an ein Leben auf dem Boden gebunden als diese. Bei Gefahr fliegt sie nur kurz auf und bringt sich in der nächsten Deckung in Sicherheit. Die Nahrung besteht aus verschiedenen Sämereien und Beeren. Sie frisst unter anderem auch Wilden Pfeffer. Einen großen Anteil im Nahrungsspektrum der Buschtaube haben Akaziensamen.
Das Nest wird entweder direkt auf dem Boden oder niedrig im Gebüsch errichtet. Das Gelege besteht aus zwei Eiern. Die Brutzeit beträgt 16 Tage. Die Jungvögel verlassen nach 22 Tagen das Nest.

## Haltung in menschlicher Obhut
Die Buschtaube wird verglichen mit der Bronzeflügeltaube weniger häufig als Ziervogel gehalten. Ein Problem der Haltung besteht in der verhältnismäßig schweren Zucht dieser Art. Als eine bodenbewohnende Art ist sie außerdem sehr anfällig für Verwurmung.